# Triumph Model SD
Het Triumph Model SD was een 550cc-motorfiets die het Britse merk Triumph produceerde van 1920 tot 1927.

## Voorgeschiedenis
Vlak voor het uitbreken van de Eerste Wereldoorlog was een aantal Britse fabrikanten begonnen met de productie van modellen met een fiscaal vermogen van 4 pk, onder meer om dienst te doen als zijspantrekker. Dat betekende dat de 3½pk-500cc-modellen werden vergroot, bij BSA ontstonden zo de BSA 557cc-modellen. BSA leverde in 1914 al twee versies: het Model H met volledige kettingaandrijving en het Model K met chain-cum-belt drive. Triumph was zo ver nog niet. Het had alleen het 550cc-Triumph Model H met chain-cum-belt drive. Dat model was erg belangrijk, want tijdens de oorlog werden er ongeveer 30.000 van aan het Britse leger en geallieerden geleverd. Na de oorlog kocht Triumph zelfs een aantal militaire motorfietsen terug om ze op de knappen en aan civiele klanten te verkopen. Met kon echter de kettingaandrijving niet tegen houden. Kettingen waren aanvankelijk niet populair omdat aandrijfriemen goedkoper, snel te vervangen en vooral soepel en betrouwbaarder waren. Als er grote krachten op de transmissie kwamen loste de riem dat vanzelf op door te rekken of even te slippen. Een ketting gaf niet mee en kon makkelijk breken.

## Model SD
Voor het Triumph Model SD werd het motorblok van het Model H gebruikt. Dat had immers naam gemaakt als betrouwbare kameraad van motorordonnansen en de bijnaam "Trusty Triumph" verworven. Het was nu zaak om de aandrijflijn te vernieuwen en dat werd de taak van Edward Middleton. Hij loste het probleem van de stugge kettingaandrijving op door in de koppeling een veer (Engels: spring) te monteren die als transmissiedemper diende. Dat leverde ook de typeaanduiding op: SD stond voor "Spring Drive". Helemaal probleemloos was het systeem echter niet. Middleton smeerde de versnellingsbak en de koppeling met dezelfde olie. De koppeling bevatte vijftien platen, afwisselend staal en fosforbrons, die minder dan 8 mm openden. Dat vereiste dunne olie, terwijl de versnellingsbak veel dikkere olie vereiste. Als de olie warm werd, was dat geen probleem, maar bij koude motor was de viscositeit van de olie te groot om de koppeling vrij te laten komen. De plakkende koppelingsplaten zorgden ervoor dat de motor ondanks de ingeknepen koppeling wilde wegrijden en dat de eerste versnelling alleen kon worden ingeschakeld met een flink geratel. Een tweede probleem was dat de carterventilatie uitmondde in de kast van de primaire transmissie. Het vocht in de carterdampen zorgde ervoor dat de primaire ketting, de koppelingsplaten en de tandwielen gingen roesten. De productie kwam moeizaam op gang door gebrek aan materialen in de nasleep van de oorlog. Toch was het Model SD gedurende enkele jaren het topmodel van Triumph, tot die positie in 1922 werd overgenomen door de Triumph Ricardo Fast Roadster-kopklepper.

### Motor
De motor was een dwarsgeplaatste staande eencilinder zijklepmotor. De ontsteking werd verzorgd door een magneet die vanaf het nokkenwiel via een kettinkje werd aangedreven. Achter de cilinder zat de Triumph Twin Barrel-carburateur met twee gasschuifhuizen. De machine had een total loss-smeersysteem. Het voorste deel van de flattank bevatte de motorolie en een handpompje. Door ongeveer om de 10 mijl een keer te pompen ging er olie naar de motor, die daarna werd verbrand en verloren ging. De boring bedroeg 85 mm, gelijk aan de 500cc-3½ HP-modellen, maar de slag was vergroot van 86 mm naar 97 mm.

#### Benzinespuitje en compressieklepje
Er waren twee voorzieningen om het starten eenvoudiger te maken. De eerste was een klein spuitje dat in een buisje achter de framebuis zat. Daarmee kon men wat benzine uit de tank zuigen om die vervolgens in een klepje in de cilinderkop te spuiten. Het mengsel werd zodoende rijker waardoor de koude start makkelijker werd. Het tweede was een hendeltje rechts op het carter. Als dit werd opgeklapt werd de compressie gehalveerd.

### Transmissie
Op de linkerkant van de krukas zat een tandwiel dat de primaire ketting aandreef. In de Koppeling zat een transmissiedemper. Het geheel zat in een goede, lekvrije kettingkast. De drieversnellingsbak was een ontwerp van Triumph zelf en had een kickstarter. Aan de rechterkant verliep de secundaire aandrijving met een ketting. Om de primaire ketting te kunnen spannen zat de versnellingsbak bevestigd met vier bouten in slobgaten. In het midden zat een kleinere bout. Als de vier bouten werden losgedraaid kon de versnellingsbak met de middelste bout naar voren of naar achteren worden bewogen waardoor de kettingspanning bepaald werd. De hoofdketting had haar eigen kettingspanners bij de wielnaaf.

### Rijwielgedeelte
Het rijwielgedeelte bestond uit het gebruikelijke open brugframe met de motor als dragend deel. Het week af van het Model H omdat het was voorzien van zijspanaansluitingen. De voorvork was aanvankelijk de girder-achtige for-and-aft vork die alleen naar voren en naar achteren kon bewegen, waardoor de wielbasis en daarmee het stuurgedrag steeds veranderde. Na de goede ervaringen met de Triumph Ricardo werd deze in 1923 vervangen door een Druids-parallellogramvork. De voorrem was een velgrem van het stijgbeugeltype, die goed voldeed en ook lovende kritieken in de pers kreeg. Omdat de maximumsnelheid in het Verenigd Koninkrijk toen nog 20 mijl per uur bedroeg, was dat ook geen probleem. Achter zat nog steeds de aandrijfpoelie die oorspronkelijk voor de riemaandrijving was bedoeld, maar die nu dienst deed als dummy belt rim brake. Het rempedaal zat feitelijk te hoog. De bestuurder moest zijn voet van de voetsteun tillen, waardoor subtiel bijremmen erg moeilijk was. Rond 1924 werden trommelremmen leverbaar, die 5 inch maten. Die remden niet veel beter, maar beschadigden de lak van de voorste velg niet en de grote poelie in het achterwiel kon weggelaten worden.

### Uitrusting
Het Model SD werd geleverd zonder verlichting, maar kon tegen meerprijs worden voorzien van carbidlampen. Vanaf 1923 kwam er elektrische verlichting die van stroom werd voorzien door een magdyno. De schakelpook zat in het begin langs de rechter-achterkant van de tank maar verhuisde later naar voren. De machine was voorzien van een fors bagagerek, een goed geveerd zweefzadel, een voor- en een achterwielstandaard en een fietspompje boven de tank. De rem- en koppelingshendel van Bowden met het scharnierpunt aan het uiteinde van het stuur werden in de loop der jaren vervangen door Doherty-patent hendels die een grotere werkslag hadden. Daardoor werkte de voorrem krachtiger, maar bovenal kwam de plakkende koppeling nu beter vrij.

### Afbeeldingen

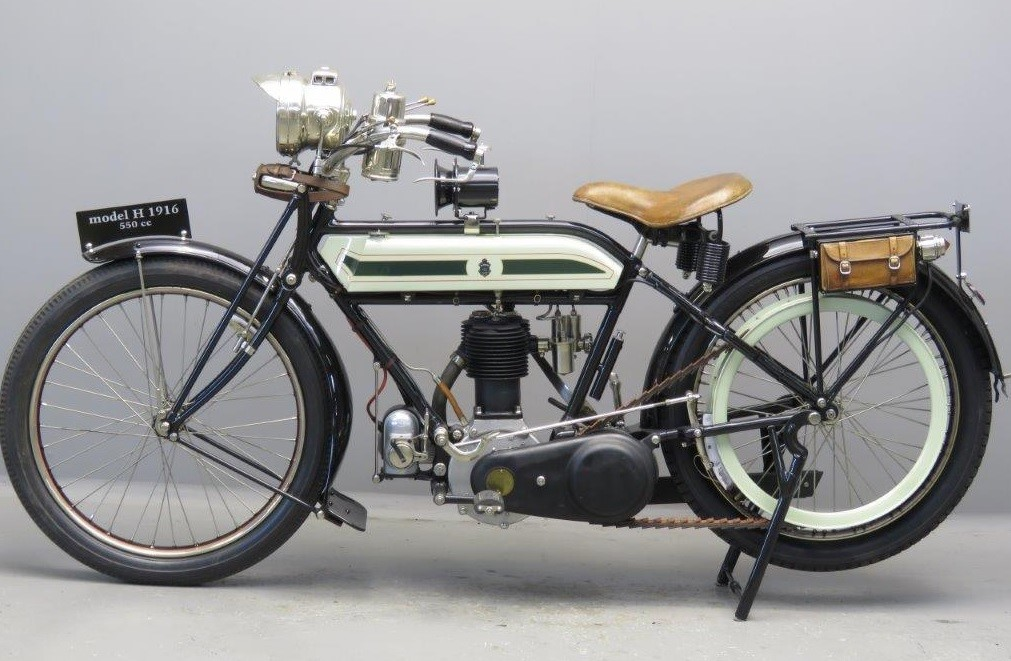
De voorganger Model H had nog chain-cum-belt drive (primaire ketting, secundaire riem)
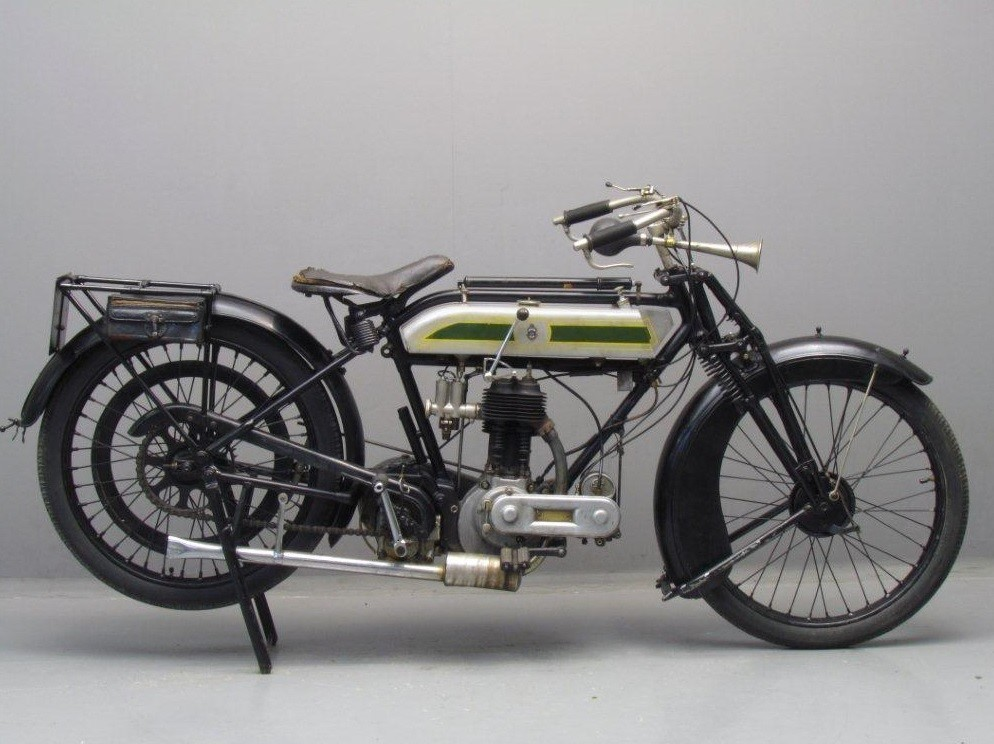
Terwijl de riemaandrijving van het Model H nog links zat, kwam de kettinaandrijving van het Model SD rechts te zitten.
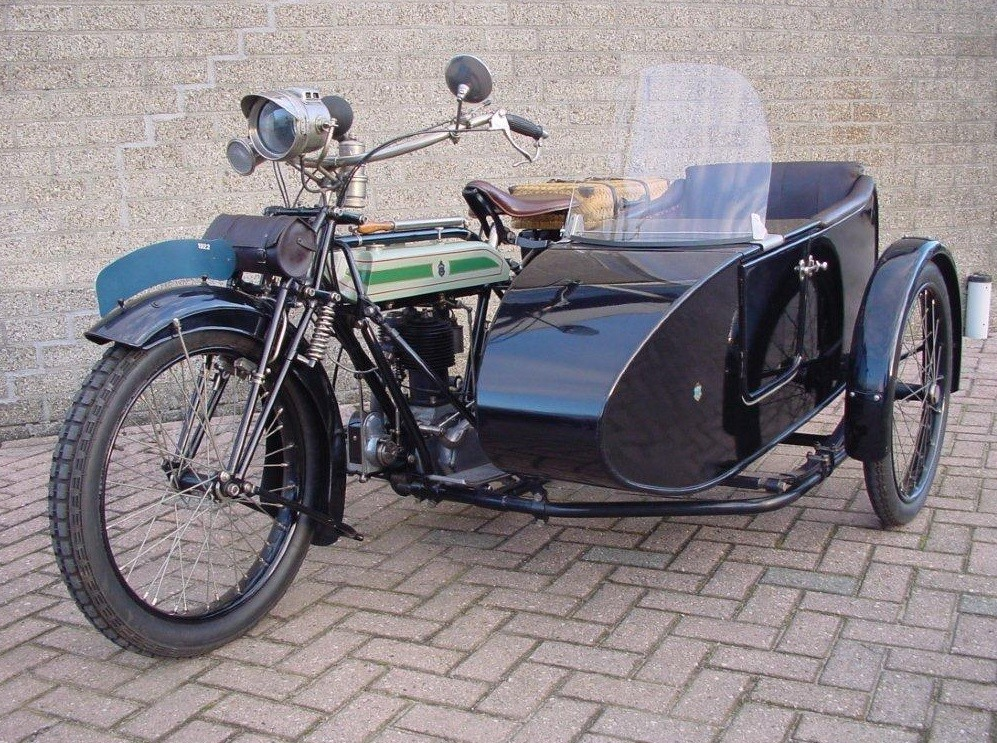
Het Model SD was nadrukkelijk ook bedoeld als zijspantrekker.
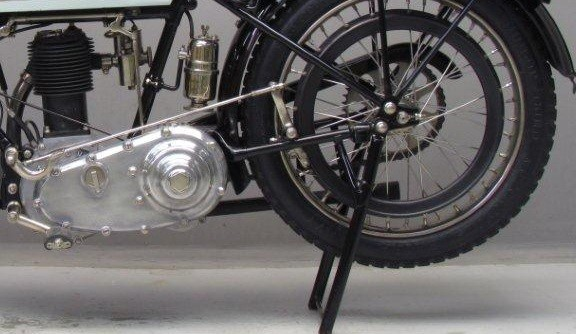
Nu de riemaandrijving was vervallen diende de achterste poelie alleen nog voor het remmen.

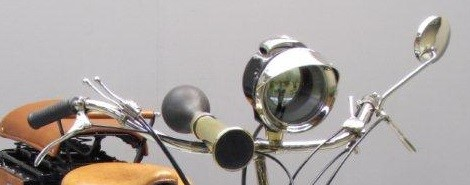
In de laatste jaren werden de Doherty Patent hendels gebruikt.
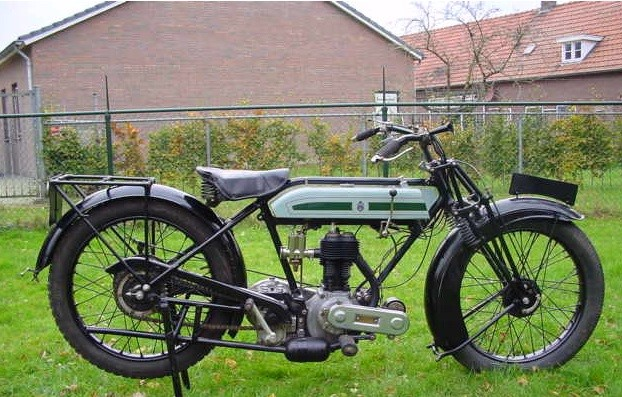
Een exemplaar uit 1925 met trommelremmen.
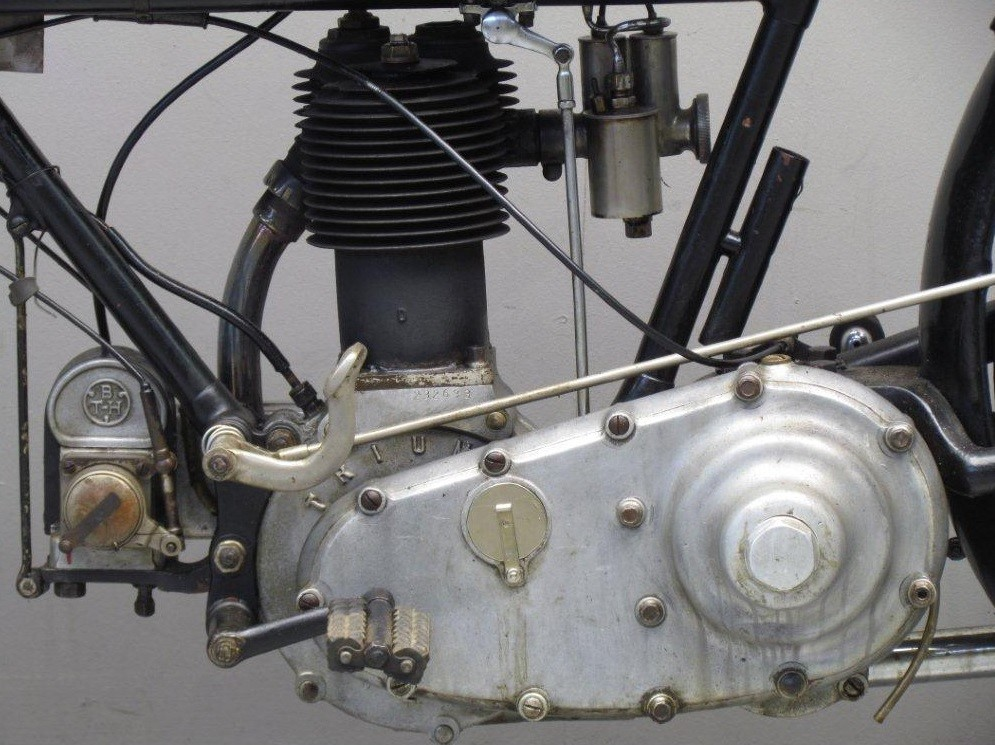
De linkerkant van het blok, met de ontstekingsmagneet en het onhandig hoog geplaatste rempedaal. Het buisje achter de framebuis bevat het benzinespuitje. De uitstulping op het distributiedeksel biedt plaats aan de transmissiedemper.
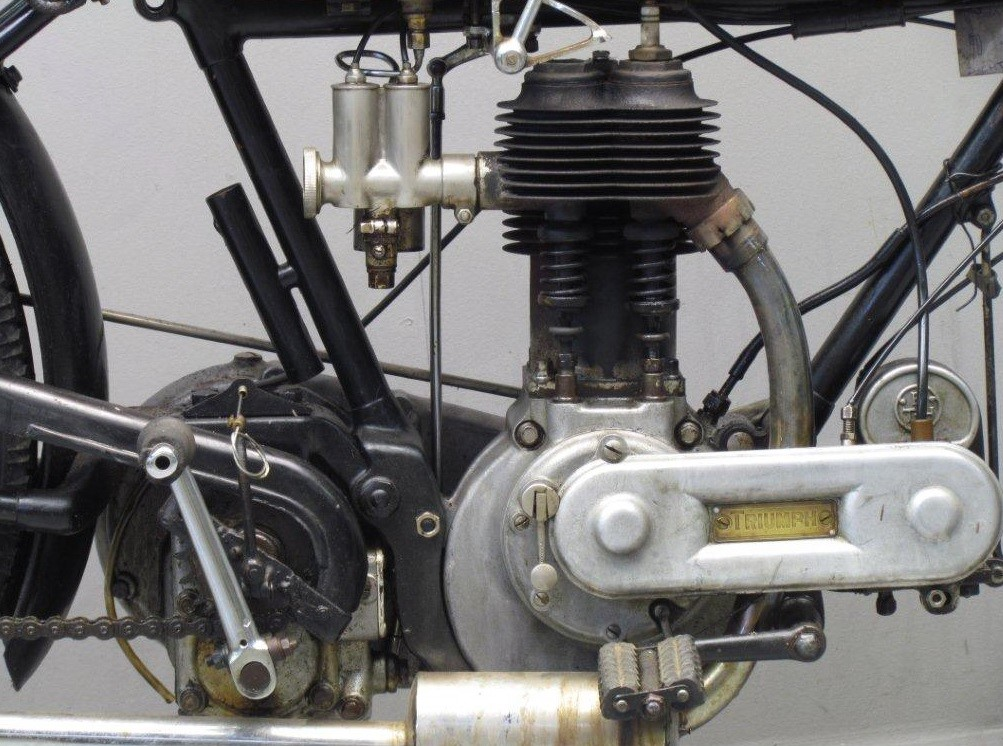
De rechterkant van het blok met de aandrijving van de ontstekingsmagneet, de beide kleppen en de Twin Barrel-carburateur. Met het hendeltje rechts op het carter kan voor het starten de compressie worden gehalveerd.
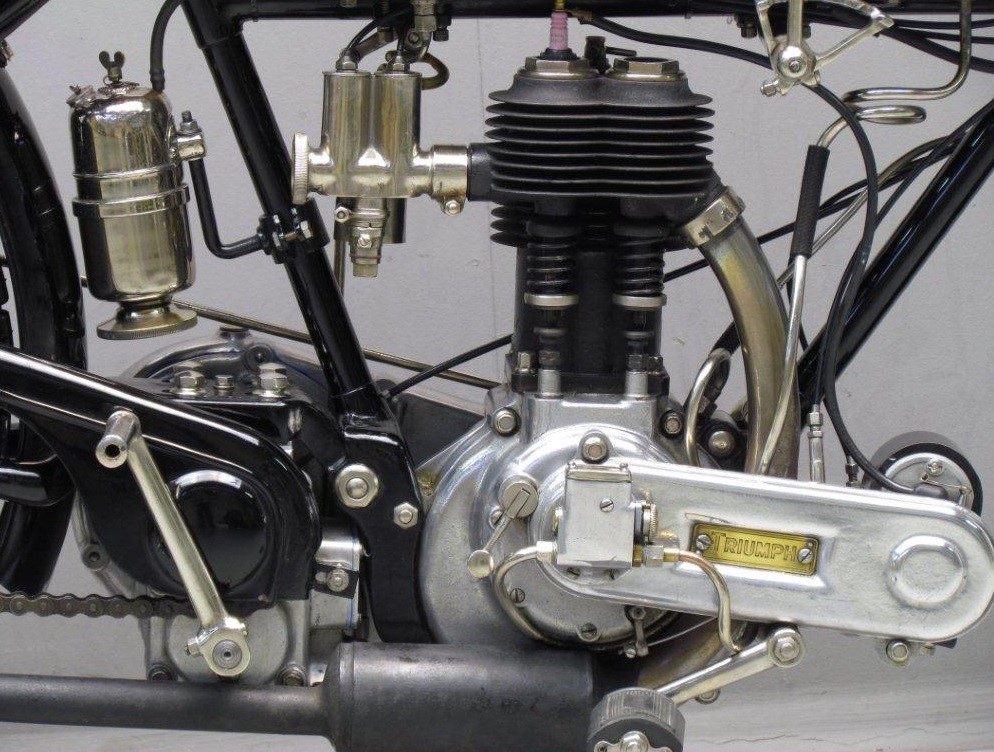
Latere modellen kregen een mechanische Pilgrim-oliepomp op het carter. De bevestigingsbouten en de stelbout van de versnellingbak zijn hier goed zichtbaar.